# العلاقات اليمنية الإيطالية
العلاقات الإيطالية اليمنية تشير إلى العلاقات الثنائية بين إيطاليا واليمن. العلاقات الدبلوماسية بين إيطاليا واليمن بدأت في. ولليمن سفارة في روما. ولإيطاليا سفارة في صنعاء.
2 سبتمبر 1926 - توقيع المعاهدة الإيطالية اليمنية بمقتضاها تم لإيطاليا حق السيطرة على الساحل الشرقي للبحر الأحمر، وكانت إيطاليا في عهد حاكمها موسوليني الذي قبض على زمام الحكم سنة 1922، وكانت سياسته قائمة على الغزو والتوسع.

## اتفاقية الصداقة والتجارة
في 2 سبتمبر 1926 وقع في صنعاء على اتفاقية الصداقة والتجارة اليمنية الإيطالية لمدة عشرة سنوات، والتي نصت على المواد التالية:
1. تعترف حكومة جلالة ملك إيطاليا باستقلال حكومة اليمن، وملكها جلالة الإمام يحيى الاستقلال المطلق الكامل. ومع هذا فلا تتدخل حكومة إيطاليا المشار إليها في مملكة جلالة ملك اليمن الإمام بأي أمر من الأمور، التي تناقض ما في الفقرة الأولى في هذه المادة.
2. تتعهد الدولتان بتسهيل التبادل في التجارة بين بلديهما.
3. حكومة جلالة ملك اليمن تصرح بأنها ترغب أن تجلب طلباتها من إيطاليا، وذلك في الأشياء والآلات الفنية، التي تساعد بجلب الفائدة في نمو اقتصاد اليمن ونفعه، وكذلك في الأشخاص الفنيين، والحكومة الإيطالية تصرح بأنها تبذل جهدها حتى يصير إرسال الأشخاص والآلات الفنية والأشياء أنسب وجه في الأنواع والأثمان والرواتب.
4. ما ذكر في المادة الثانية والثالثة لا يمنح حرية الطرفين في التجارة والمطلوبات.
5. ليس لأحد من تجار المملكتين أن يجلب ويتجر في ما تمنعه إحدى الدولتين في بلادها، ولكل من الدولتين أن تصادر ما جلب إلى بلادها مما منع جلبه والتجارة فيه بعد الإشعار.
6. هذه المعاهدة لا يكون معمولاً بها إلا من حين تصل إلى جلالة ملك اليمن؛ الإمام يحيى، مصدقة من جلالة ملك إيطاليا.
7. تكون هذه المعاهدة جارية ومعمولاً بها لمدة عشر سنوات بعد تصديقها، كما في المادة السادسة. وقبل انقضاء مدة هذه المعاهدة بستة أشهر، إذا أراد الطرفان تبديلها بغيرها أو تمديدها، كانت المذاكرة في ذلك.

ولمَا حرر في هذه المواد فجلالة ملك اليمن الإمام يحيى، وسعادة كفاليري غاسباريني بالوكالة عن ملك إيطاليا، قد صاغا هذه المعاهدة المحررة في نسختين متطابقتين باللغتين، العربية والإيطالية؛ ولعدم وجود من يعرف الترجمة من اللغة الإيطالية معرفة تامة لدى جلالة ملك اليمن، ولأن المفاوضة، التي تمت بين الطرفين بقصد الودية التجارية كان التفاهم فيها باللغة العربية، ولأن كفاليري غاسباريني قد تأكد بأن النص العربي هو مطابق للنص الإيطالي تماماً، لذلك اتفقنا بأنه إذا نشأت شكوك أو اختلاف في تفسير النصين، العربي والإيطالي، فالطرفان يعتمدان النص العربي وتفسيره بأصول اللغة العربية واعتبار هذا شرطاً.
وبموجب هذه الاتفاقية اعترفت إيطاليا بالاستقلال الكامل لليمن، وتعهدت بتقديم المساعدة، الاقتصادية العسكرية، لليمن، عن طريق إرسالها للخبراء وبيعها الأسلحة ومختلف المعدات الحربية، وبالمقابل حصلت إيطاليا على حق تجارة البن اليمني في الخارج، وعلى تسهيلات في مجال تزويد اليمن بالنفط لمدة خمس سنوات. لقد علَّق الإمام على هذا الاتفاق آمالاً عريضة معتبراً أن هذا الاتفاق سيساعد اليمن على اختراق الحصار، وسيعزز مواقعه في صراعه ضد بريطانيا ونجد والحجاز، ولكن ثبت فشل هذا الاتفاق في ما بعد.